# 자의 사건
자의 사건(紫衣事件)은, 일본 에도 시대 초기에 있었던, 에도 막부(江戸幕府)의 조정(朝廷)에 대한 압박과 통제를 보여주는 조-막간 대립 사건이다. 
고미즈노오 천황이 고승에게 자주색의 법의인 자의(紫衣)를 입도록 허락한 것을 에도 막부의 지시로 취소한 사건으로 승복 사건이라고도 한다.

## 개요
일본 게이초(慶長) 18년(1613년) 제정된 오산십찰출세입원법도에서 교토의 오산(五山)으로 지정된 덴류지, 쇼코쿠지, 겐닌지, 도후쿠지, 만주지 외의 절에서 승려가 자의를 입도록 조정이 허가할 경우에는 막부에 신고하도록 하였다. 칙허를 내릴 때에는 사찰에서 헌상금을 받도록 하여, 조정의 수입원이 되기도 하였다. 
그러나, 막부의 조사에서 약 90여명의 승려가 막부의 신고 없이 자의를 입은 것이 발각되어 법도를 어긴 자는 그 지위를 몰수하라는 처분이 내려졌다. 
이 일로 인하여 일본에서 교토 조정의 권력보다 에도 막부의 권력이 우위에 있음이 천하에 폭로되었고, 고미즈노오 천황은 이 일로 큰 충격을 받은 나머지 메이쇼 천황에 대한 양위를 결심하게 된 계기가 되었다. 

## 경위

### 자의와 사건에 이르게 된 사정
자의(紫衣)란 자주색의 법복이나 가사(袈裟)를 말하며, 일본에서는 예로부터 종파를 불문하고 덕이 높은 승니들에게 조정에서 하사하는 것이었다. 승니들에 대한 존경을 표하는 물건인 동시에 조정에 있어서는 하나의 수입원이기도 하였다. 
이에 대해 에도 막부는 일찍이 사찰, 승려들의 소송 및 쟁론에 대처하면서 구게(公家)의 부적절한 행실로 야기된 이노쿠마 사건(猪熊事件)과 함께 당시 일본의 종교계, 조정에 대한 통제를 행할 필요성을 인식하고 있었다. 게이초 18년(1613년) 공가제법도(公家衆法度)와 함께 제정한 「칙허 자의 및 야마시로(山城) 다이토쿠지(大徳寺), 묘신지(妙心寺) 등 제사입원의 법도」(勅許紫衣竝に山城大徳寺妙心寺等諸寺入院の法度)에 이어 게이초 20년(1615년)에 제정한 금중병공가제법도(禁中並公家諸法度)는 조정이 함부로 자의나 상인(上人) 칭호를 주는 것을 금하였다. 
도쿠가와 이에야스가 제정한 오산십찰출세입원법도는 천황이 교토 오산 외에 다이토쿠지, 묘신지, 지온인(知恩院) 등의 덕망 높은 고승에게 자의를 허가하는 경우 이를 막부에 신고하도록 규정하고 있었다. 또한 마흔 살 이상이 아니면 자의를 입을 수 없다는 출가 기준도 있었다.

### 사건의 발발
고미즈노오 천황의 행차 때에 곤치인 스덴이 사전 조사해 본 결과 다이토쿠지, 묘신지, 지온인에서 90여 명의 승려가 막부의 허가 없이 자의를 입고 있었으며, 다이토쿠지와 묘신지에서는 출가 기준에 적합하지 않은 자들도 상당수 포함되어 있음이 포착되었다. 
이는 고미즈노오 천황이 종래의 관례를 따른 결과였다. 막부에 자문을 구하지 않고 십수 명의 승려에게 자의 입는 것을 허락하는 칙허를 주고, 그와 동시에 사찰로부터 헌상금을 받고 있었던 것이다. 
이를 알게 된 막부(당시 3대 세이이타이이쇼군 ・ 도쿠가와 이에미쓰의 치세였다)는 조정에 미칠 영향을 우려하면서도 간에이(寛永) 4년(1627년) 사전에 칙허 상담이 없었던 점은 법도 위반이라고 간주하여 많은 칙허장에 대한 무효를 선언하고, 교토 쇼시다이(京都所司代) ・ 이타쿠라 시게무네(板倉重宗)를 통해 처분 명령을 내린다. 7월 19일의 일이었다. 
이에 따라 게이초 연간에서 겐나 연간의 각종 법령을 참고하여 각 출가, 입원(入院, 주지 취임), 자의, 상인 호칭 수여 등을 재조사하여 법도에 어긋나는 점이 있는 자는 그 지위를 몰수하라는 처분이 내려졌다. 이는 불교계뿐만 아니라 그 칙허를 직접 내린 당사자이기도 한 고미즈노 천황마저도 위협하는 것이었다. 
막부의 이러한 강경한 태도에 대해 교토의 조정은 이제까지 수여한 자의 착용의 칙허를 무효로 하는 것을 강력히 반대했고, 다이토쿠지 주지를 지냈던 다쿠안 쇼호(沢庵宗彭)나 묘신지의 도겐 에토(東源慧等) 등 대찰의 고승들도 조정에 동조하여 막부에 항변서를 제출하였다. 다쿠안 쇼호는 "참선 수행은 선지식에 대해 30년 이상 면밀하게 공부하여야만 출가도 가능하다. 따라서 출가하지 않으면 자의를 하사받을 수 없는 것이다"라고 막부에 항의하였다(여기에는 고미즈노오 천황의 후원도 있었던 것으로 보인다). 
간에이(寛永) 6년(1629년) 막부는 다쿠안 등 막부에 대한 고승들에 대한 유배 처분을 내렸다. 주모자 다쿠안은 데와(出羽)의 가미노야마 번(上山藩)에, 다이토쿠지의 교쿠시(玉室)는 무쓰(陸奥)의 다나구라 번에, 묘신지의 단덴(單傳)은 데와의 구보타 번(久保田藩)에, 도겐 에토는 쓰가루 번에 각각 위탁하여 감시를 맡겼다. 
이 사건으로 에도 막부는 「막부의 법도는 천황의 칙허보다도 우선한다」라는 것을 명시하였다. 이는 원래 조정의 관직의 하나에 지나지 않았던 세이이타이쇼군(征夷大将軍)과 그를 정점으로 하는 막부가 일본의 국왕인 천황보다도 위에 있다는 것을 의미했다.
고미즈노오 천황은 간에이 6년(1629년) 11월 8일 밤, 막부에 전혀 통보도 하지 않은 채 차녀 오키코 내친왕(興子内親王)에게 양위하였다(아들인 다카히토 친왕은 요절한 상태였다). 오키코 내친왕의 나이는 당시 일곱 살이었다. 

### 오키코 내친왕으로의 양위 과정
고미즈노오 천황의 양위 결정은 너무나도 갑작스러운 것으로 천황을 가까이 섬기고 있던 공경들도 몰랐다. 또한 원래 고미즈노오 천황은 중궁 도쿠가와 마사코 소생의 오키코 내친왕이 아니라 동생 요시히토 친왕을 양위 대상으로 염두에 두고 있었다. 
앞서 막부는 자의 사건에 대한 고미즈노오 천황의 항의성 양위에 천황을 설득할 사람으로 가스가노 쓰보네를 택해 보냈다. 1629년 8월 21일 가스가노 쓰보네는 이에미쓰의 천연두 쾌유를 다가 신사와 이세 신궁에 기원한다는 명분으로 에도를 출발, 참배 뒤 10월 8일 교토에 들어왔다. 
이러한 가스가노 쓰보네의 행적은 이미 교토 쇼시다이 이타쿠라 시게무네 등과 사전 논의를 거친 것이었다. 이틀 뒤 부케텐소 산조니시 다이나곤 사네에다의 여동생 신분으로 교토의 대궐에 입궐한 가스가노 쓰보네는 마사코의 주선으로 고미즈노오 천황으로부터 '가스가노 쓰보네'라는 여관(상궁)의 칭호를 받고 천황을 알현할 수 있었다. 
가스가노 쓰보네는 간파쿠 이치조 아키요시나 덴소인 산조니시 사네에다, 나카노인 미치무라, 쓰치미카도 야스시게 등 친도쿠가와파 공경들을 움직여 마사코 소생의 오키코 내친왕에게 양위하게 하려는 운동을 전개하게 했고, 중궁전을 섬기고 있던 막부의 신하 아마노 나가노부에게도 중궁 마사코를 측면에서 지시했다. 그 결과 11월 8일 고미즈노오 천황의 오키코 내친왕에 대한 양위가 이루어지게 되었다. 그의 즉위는 나라 시대의 제48대 쇼토쿠 천황 이후 일본 역사에 다시금 여제(女帝)가 등장한 사건이기도 했다. 11월 9일 중궁 마사코는 황태후궁으로서 도후쿠몬인(東福門院)이라 칭하게 되었다. 
이듬해인 1630년 9월 12일 쇼군 이에미쓰의 명으로 상경한 로주 사카이 다다요와 도이 도시카쓰가 주도하여 오키코 내친왕, 메이쇼 천황의 즉위식이 거행되었다. 이로써 도쿠가와 쇼군케가 천황의 외척이 된 것이다. 
다만 에도 막부는 "양위의 뜻을 거두어 주실 것을 몇 번에 걸쳐 설득하였으나 주상의 뜻이 워낙 확고하시어 어쩔 수 없이 동의하였다"는 태도를 보이며 부케텐소 나카노인 다이나곤 미치무라가 "주상께서 양위를 결심하셨을 때 이를 미리 알려 주었으면 달리 방도를 찾아볼 수도 있었을 것을 그러지 못하였으니 이는 미치무라의 책임이 크다"는 이유를 내세워 9월 15일 미치무라를 파면하고 신임 부케텐소로 히노 스케카쓰를 임명하였다. 

### 그 뒤
간에이 9년(1632년) 오고쇼 도쿠가와 히데타다(徳川秀忠)의 죽음으로 대사면령이 내려졌고, 자의 사건에 연좌되었던 자들도 풀려났다. 유배되어 있던 승려들 가운데 다쿠안은 쇼군 이에미쓰의 귀의를 받아 들이는 것으로 이에야스 곁에 머물렀고, 그에게 사법(寺法)에 대한 복구를 호소하였다. 
간에이 18년에 사건의 발단이자 자의 사건으로 가장 큰 피해를 입었던 다이토쿠지 ・ 묘신지 두 사찰에 대한 사법 구복이 이에미쓰로부터 정식으로 조정에 전해져서 막부로부터 삭탈되었던 다이토쿠지 주지 세이인 소치(正隠宗智)를 비롯하여 다이토쿠지파 ・ 묘신지파 사원들의 주지들도 몰수되었던 자의를 돌려받게 되었다. 